# Liaison (cuisine)
Pour l’article homonyme, voir Liaison (cuisine industrielle).

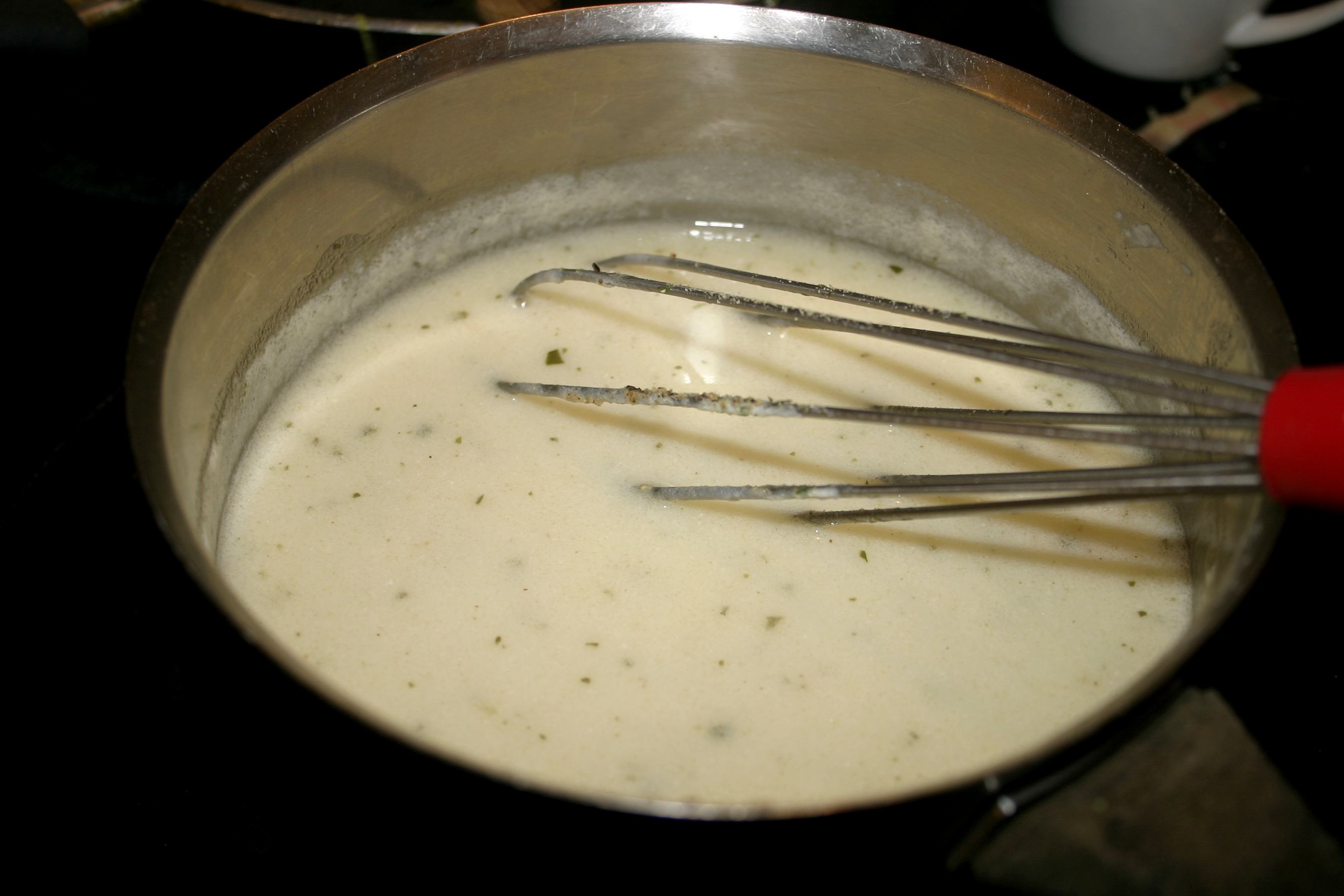
Travail de liaison d'une sauce.

Une liaison est un procédé utilisé en cuisine qui consiste à ajouter une substance (jaune d'œuf, farine, crème) à une préparation alimentaire pour la lier, c'est-à-dire pour l'épaissir, lui donner de la consistance.

## Principe
Certaines préparations liquides, comme la soupe ou les sauces, doivent acquérir davantage d'homogénéité et de consistance. Pour y parvenir, le cuisinier y incorpore des ingrédients (pain, farine, fécule, jaune d'œuf, beurre, crème…) appelés de manière générique le « liant » et servant à épaissir le liquide, ou à faire réduire la préparation par cuisson douce.

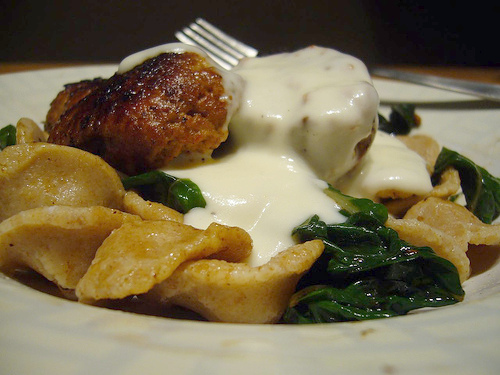
La sauce Mornay est une sauce béchamel liée une seconde fois, au moyen d'emmental râpé et incorporé à la sauce.

La sauce béchamel, par exemple, est confectionnée à partir de lait bouillant lié par un roux blanc (mélange cuit de beurre et de farine) alors que la crème pâtissière est liée par des jaunes d'œufs et de la farine.

## Types de liaisons
Les liaisons peuvent être effectuées selon deux principes : 
1. soit par l'incorporation d'un ingrédient à base de fécule ou d'amidon comme la farine ou la maïzena. Les sauces sont alors liées par l'action des protéines (cas du sang ou du jaune d'œuf),
2. soit par une réduction ; on parle alors de « “sauces liées” par réduction ».

Les sauces liées au jaune d'œuf ou enrichies de crème fraîche ne peuvent bouillir, sans quoi la sauce va se dissocier (les matières grasses vont quitter l'appareil).
Dans le cas de la liaison par réduction, du temps de cuisson dépend directement la qualité de la sauce voulue. En effet, la sauce vin rouge par exemple ne devient sauce marchand de vin que si sa texture est assez épaisse. Une texture proche de celle de la soupe ne satisfait pas aux critères de définition. La liaison d'une telle sauce est donc double : d'abord par ajout de farine (cas du bœuf bourguignon) ou de roux (cas des œufs en meurette), puis par réduction de l'eau au moyen d'une cuisson à feu doux.
Dans certains cas, il faut chinoiser la sauce pour retirer l'excédent visible de liant. Une liaison à la maïzena par exemple peut entraîner l'apparition de grumeaux. De manière générale, et pour une finition maximale, toutes les sauces liées doivent être filtrées au moyen d'un chinois.

## Liants

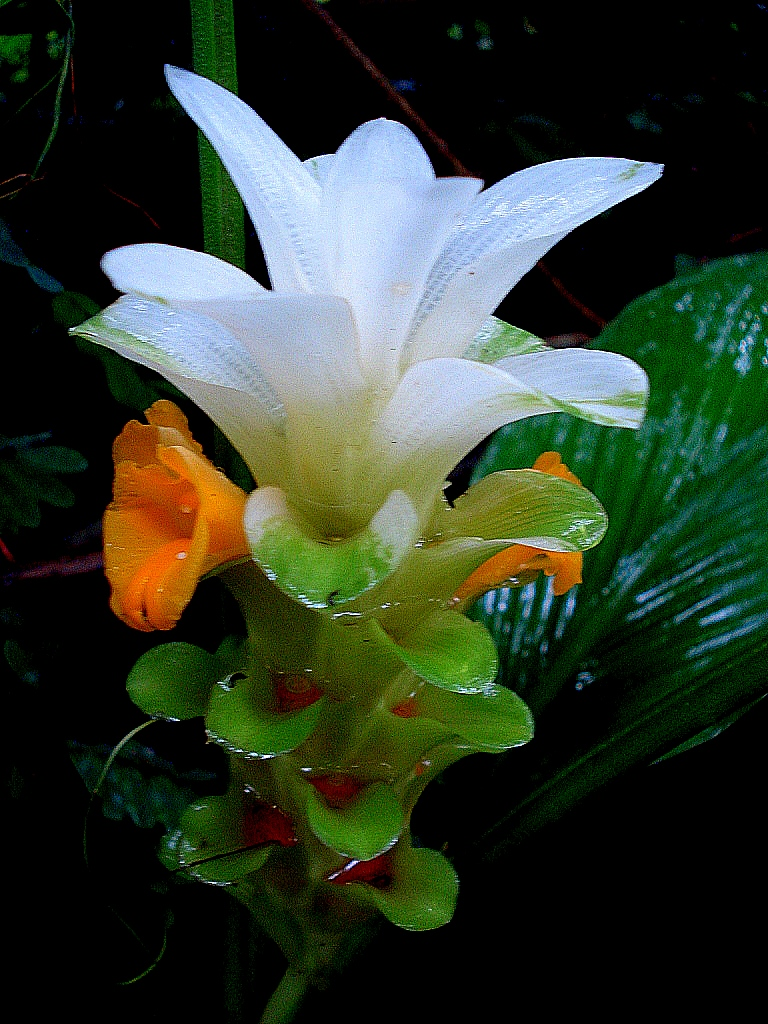
Fleur d'arrow-root dont les rhizomes donnent une fécule servant de liant.

Les féculents sont le premier type de liants. On peut les classer selon leur pouvoir de liaison. Ils incluent ainsi la farine, la fécule de maïs (comme le maïzena) ou fécule de pomme de terre,  ou encore l'arrow-root ou le tapioca, et au moyen âge le pain (tradition qui survit dans la sauce au pain britannique). La farine est utilisée majoritairement parce qu'elle épaissit la sauce et cuit dans un temps plus court que les autres féculents. Elle permet d'opacifier les sauces au contraire de la fécule de maïs et de l'arrow-root, qui permettent de créer des sauces davantage plus transparentes.